# Арунас Сакалаускас
Арунас Сакалаускас (лит. Arūnas Sakalauskas; 13 травня 1952, Тельшяй, Литовська РСР, СРСР) — литовський скульптор, лауреат Національної премії Литви; професор.

## Біографія

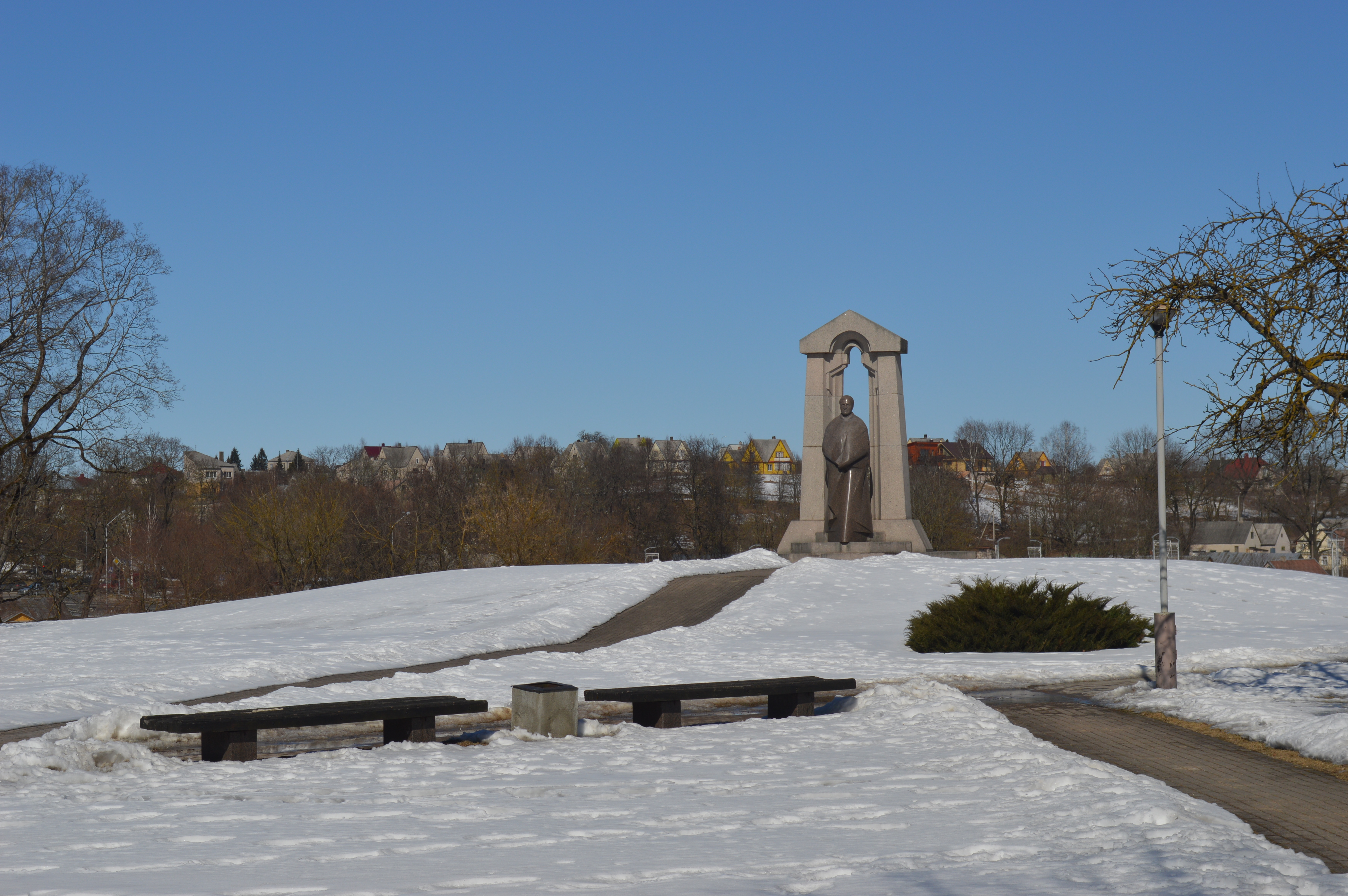
Пам'ятник Антанасу Баранаускасу (Анікщяй)

У 1968 році, після закінчення середньої школи в Тельшяї, навчався в Тельшяйському технікумі прикладного мистецтва, який закінчив в 1972 році. У 1979 році здобув вищу освіту в Художньому інституті Литовської РСР (нині Вільнюська художня академія).
Починаючи з 1979 року, Арунас Сакалаускас бере участь у виставках. З 1985 року працює викладачем Вільнюської художньої академії, з 2004 року — завідувач кафедри основ мистецтва в Клайпеді; професор (2008).
З 2005 року — голова Клайпедського відділення Спілки художників Литви.

## Нагороди та звання
- Національна премія Литви (1994) за монументальний пам'ятник єпископу та поету Антанасу Баранаускасу (Анікщяй)[2].

## Творчість
Арунас Сакалаускас бере активну участь у виставках і симпозіумах в Литві та за кордоном (Латвія, Болгарія, Данія, Німеччина та інші) з 1979 року. У творчості переважають теми історії культури Литви і литовської самобутності. У своїх творах, відмовляючись від сюжетності, скульптор звертається до метафор і символів, виразних пластичних інтерпретацій людських фігур. Використовуючи граніт і бронзу, створює меморіальні скульптури, присвячені видатним культурним та релігійним діячам Литви.
Найвідоміші пам'ятники авторства Арунаса Сакалаускаса:
- пам'ятник священику і поету Антанасу Баранаускасу (архітектор Річардас Кріштапавічюс), 1993, розташований в сквері перед костелом в м. Анікщяй;
- пастору і поету, збирачеві литовських народних пісень Людвікасу Резі в селищі Юодкранте (1994);
- пам'ятник єпископу Гедройцу Мельхіору і канонікові Микалоюсові Даукші у містечку Варняй (1999), встановлені перед будівлею колишньої духовної семінарії (нині Музей Жемайтійського єпископства);
- пам'ятник на знак єдиної Литви «Арка», зведений в Клайпеді до 85-ї річниці Тильзитського акту і 80-ї річниці приєднання Клайпедського краю до Литви (2003);
- пам'ятник Людвікасу Резі в Калінінграді (2006);
- пам'ятник кардиналу Вінцентасу Сладкявічюсу в Кайшядорісі (2007);
- пам'ятник автору литовського гімну Вінцасу Кудірці у Вільнюсі (2009; архітектор Річардас Кріштапавічюс).

Автор скульптур «Птахи» (1982), «Надія» (1984), «Крик» (1985), «Крилаті» (1989) в Парку скульптур у Клайпеді.
У соборі Святого Антонія Падуанського в м. Тельшяй у 1998 році встановлена меморіальна дошка на пам'ять про єпископів Вінцентаса Борисявічюса, Юстінаса Стаугайтіса і Пранаса Раманаускаса роботи Арунаса Сакалаускаса. У тому ж році в Клайпеді була відкрита пам'ятна дошка письменнику і дипломату Ігнасу Шейнюсу.
Створив надгробні пам'ятники в Шяуляй, Клайпеді, Каунасі (на могилі священика Річардаса Микутавічюса Петрашунський цвинтар, 2001).
Автор скульптурних портретів скульптора Вітаутаса Юзікенаса (1984), поета Паулюса Ширвіса (1985), поета Антанаса Йонінаса (1986), театрального режисера Гітіса Падегімаса (1988).

Твори скульптора зберігаються в Литовському художньому музеї. 

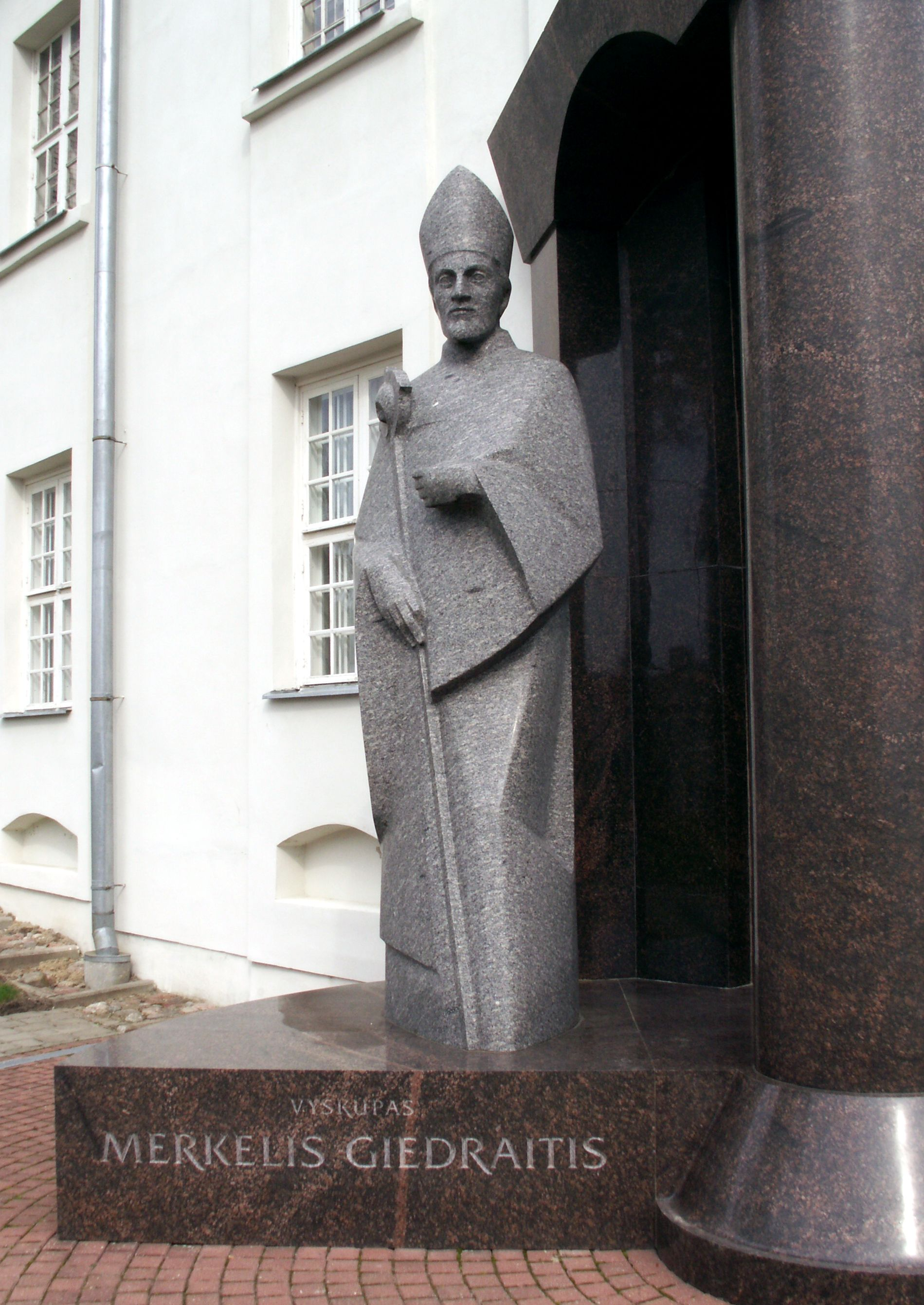
Пам'ятник Гедройцу Мельхіору (Варняй)
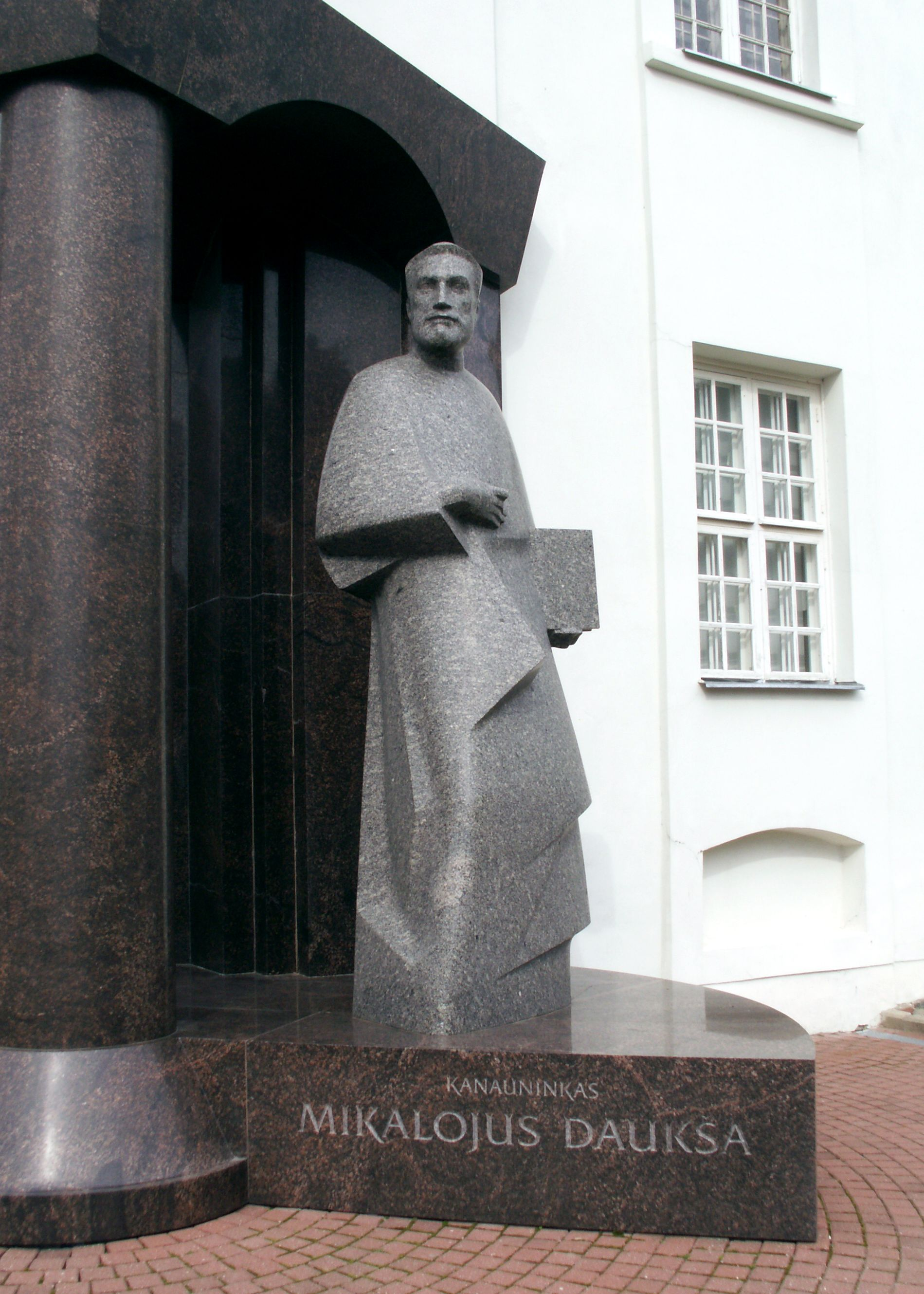
Пам'ятник Мікалоюсу Даукші (Варняй)
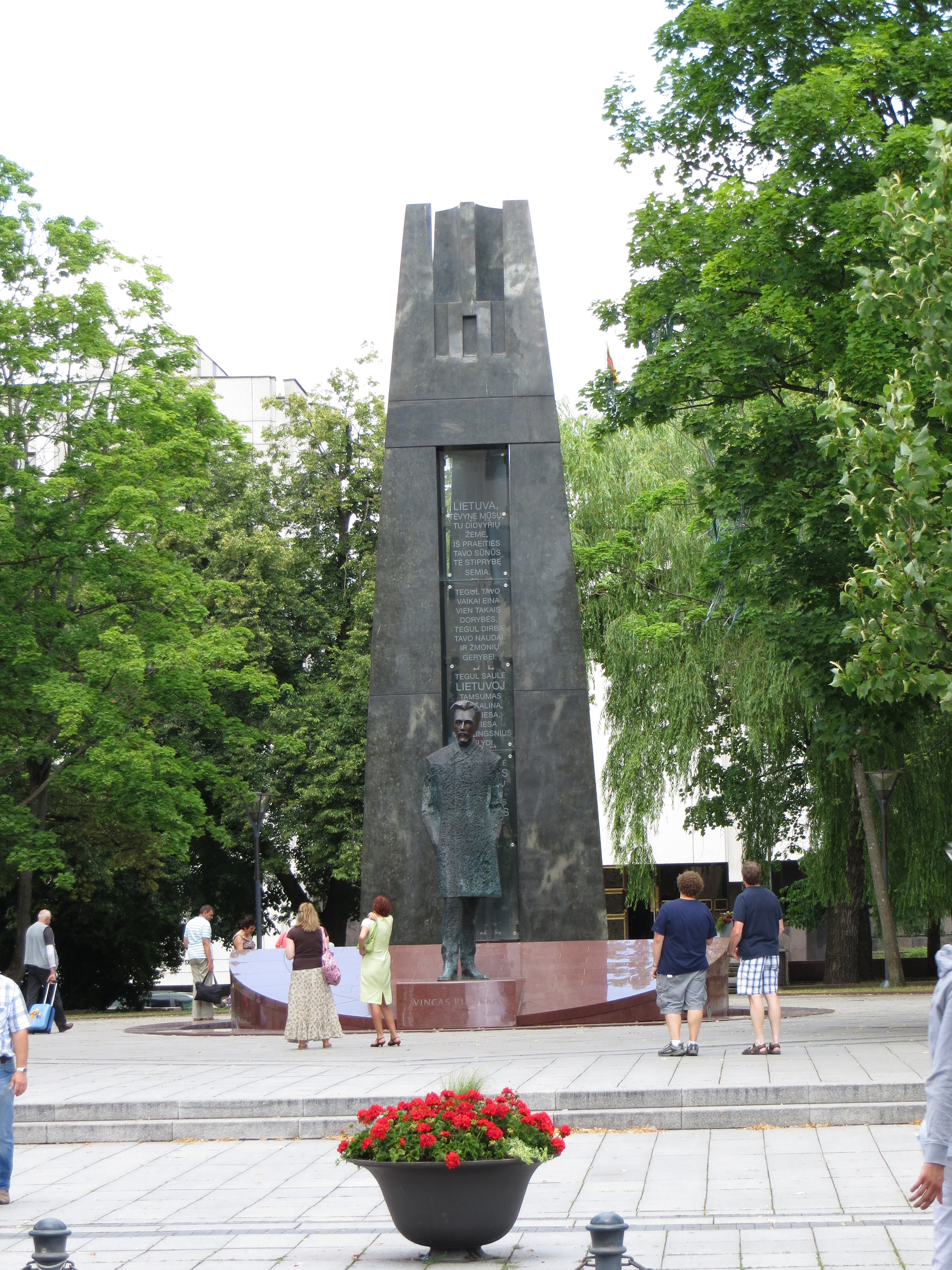
Пам'ятник Вінцас Кудірці (Вільнюс)
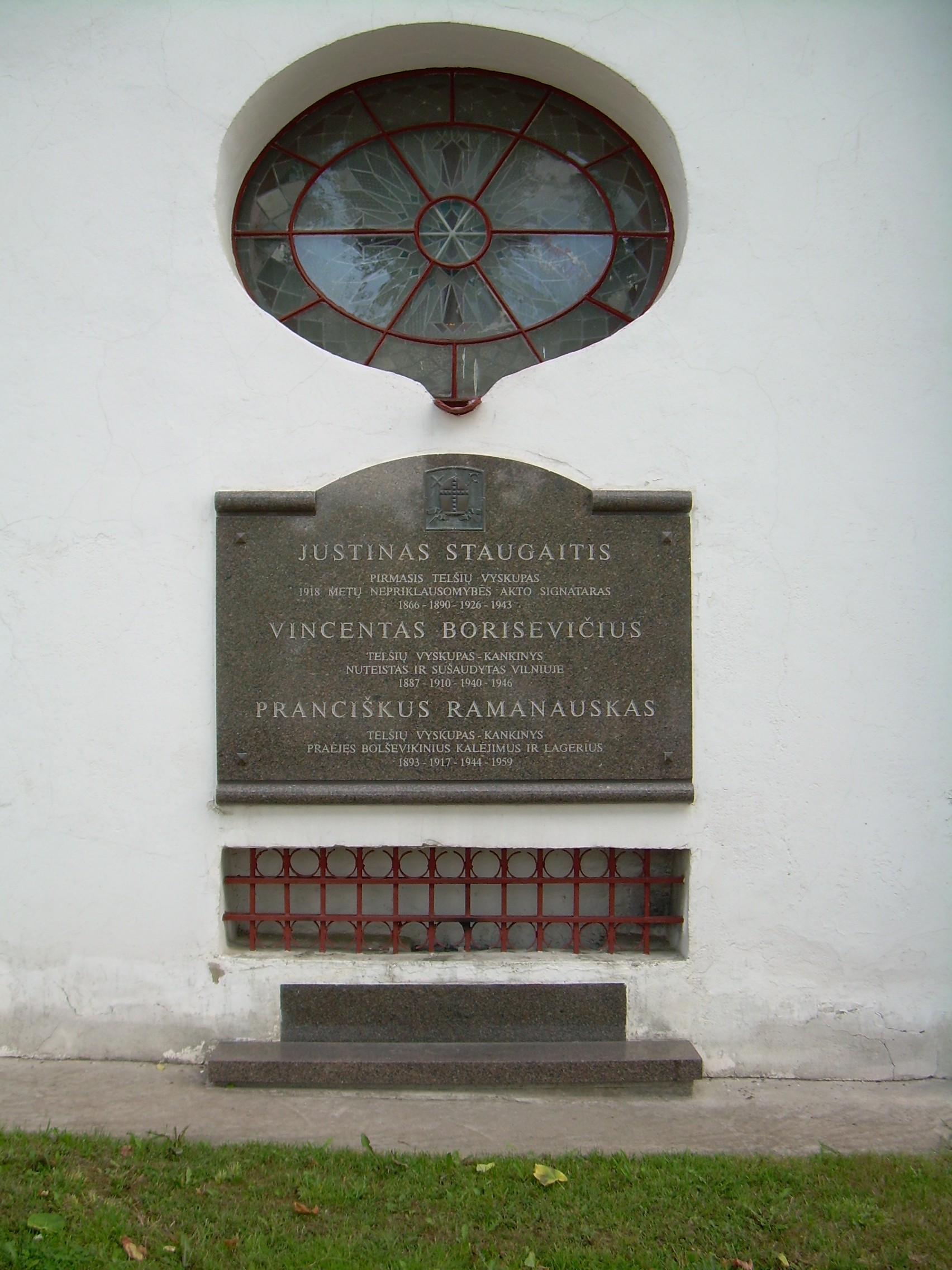
Пам'ятна дошка єпископам Вінцентасу Борісявічюсу, Юстінасу Стаугайтісу і Пранасу Раманаускасу (Тельшяй)
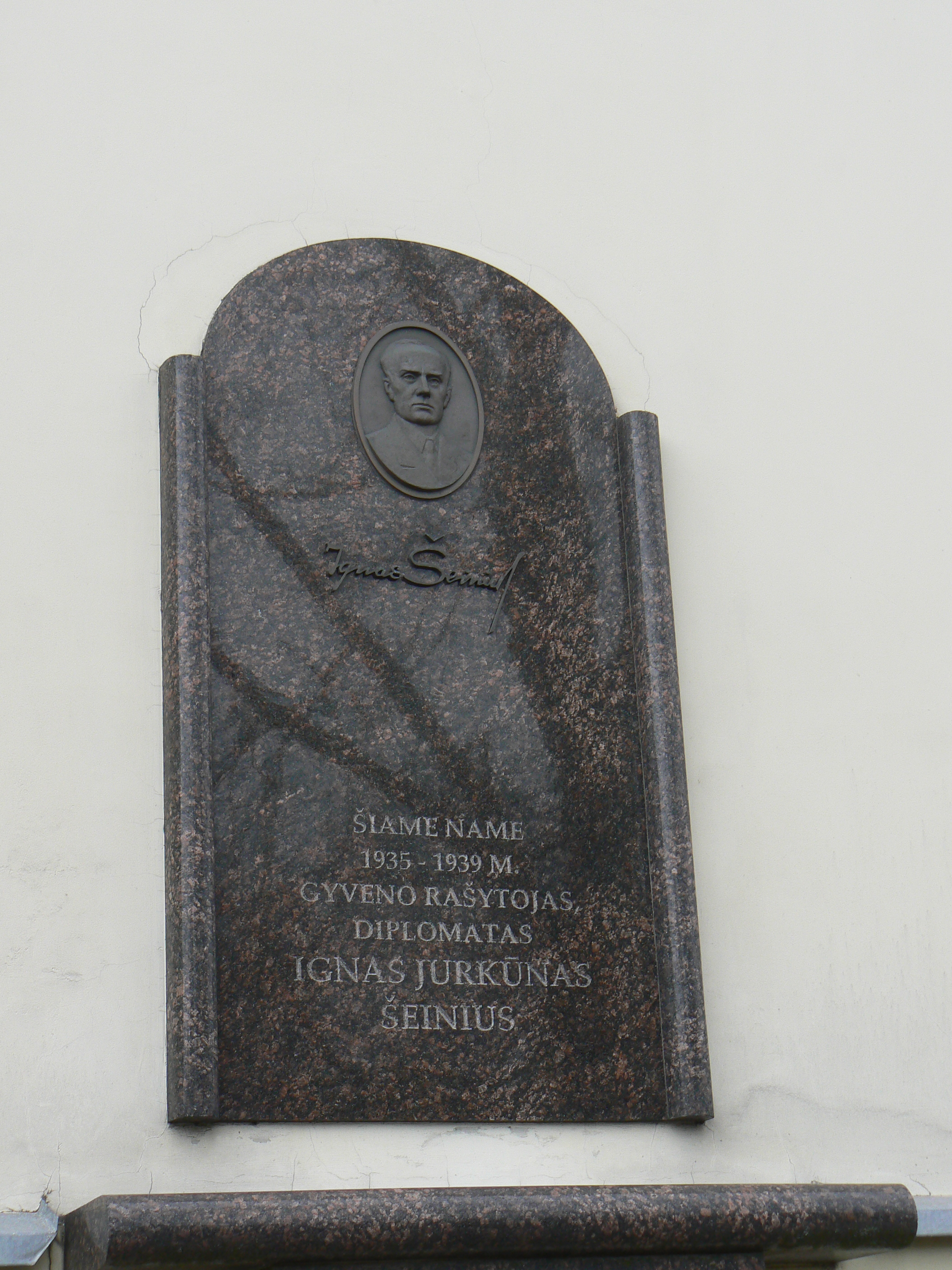
Пам'ятна дошка Ігнасу Шейнюсу (Клайпеда)